# Marcel Kiekeboe

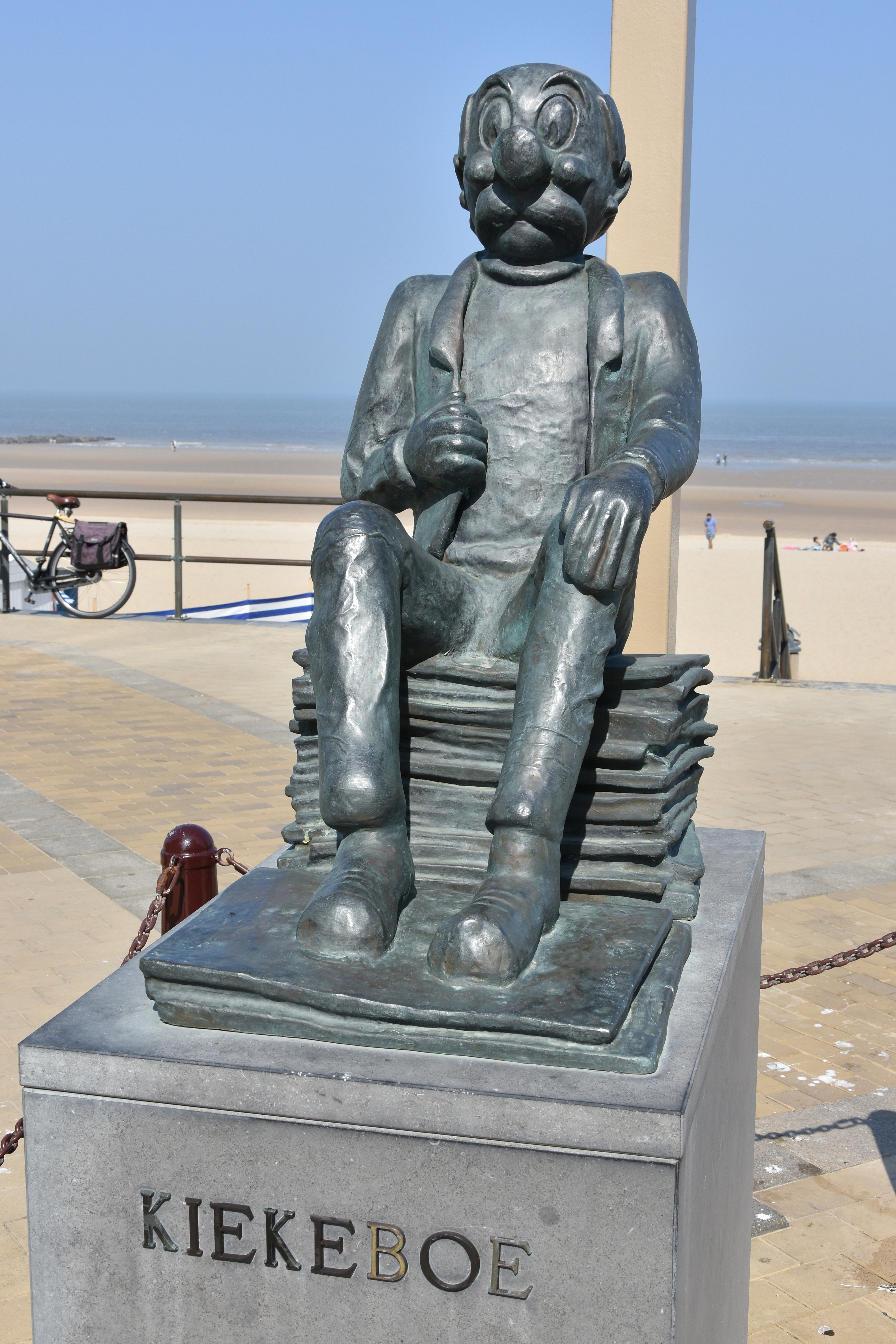
Kiekeboe als standbeeld door Luc Madou op de Zeedijk in Middelkerke

Marcel Kiekeboe is een van de hoofdpersonages van de strip De Kiekeboes. Zijn voornaam werd onthuld in het album De anonieme smulpapen, waar Kreuvett hem er uitdrukkelijk naar vroeg. Toch noemt iedereen hem bijna altijd gewoon "kikiek". Hij is vader van het gezin Kiekeboe en is jarig op 24 oktober (de verjaardag van Merho). Kiekeboe maakte zijn debuut, net als alle andere hoofdpersonages, in het album De Wollebollen (1977).

## Oorsprong
Kiekeboe is geïnspireerd op de gelijknamige poppenkastpop uit Walter Merhotteins (broer van Merho) poppentheater "Kiekeboe". Hij had daar al een kale kop, grote snor, zwarte broek, een grijze trui en een bruin jasje.
Het hoofd van Kiekeboe was in de stripreeks oorspronkelijk een stuk platter en vooral groter in verhouding tot het lichaam. Ook zijn bruin jasje was vroeger altijd dichtgeritst omdat dit eenvoudiger om te tekenen was. (Sinds "De wraak van Dédé" loopt Marcel Kiekeboe meer met zijn jasje open.)
Het personage werd in 1984 als eerste fictieve figuur tot "Snor van het Jaar" verkozen door de Snorrenclub Antwerpen. Dit werd ook de achtergrond van het verhaal De snor van Kiekeboe.
Alhoewel Kiekeboe de protagonist van de reeks is werd hij uiteindelijk door Fanny Kiekeboe in de schaduw gezet. In buitenlandse uitgaven is het ook Fanny die de titel van de reeks draagt en niet Kiekeboe. 

## Biografie
In "De Heeren van Scheurbuyck" zien we dat Marcel in de middeleeuwen een voorouder had die hofnar was en Hans Worst heette.
Marcel is de zoon van Moemoe. In De spray-historie blijkt dat Moemoe hem als baby liet poseren voor het talkpoedermerk "Pro Bibs". Marcels foto als baby siert nog altijd dit product. Marcels vader blijkt al jaren dood. In De kus van Mona dreigt het graf van zijn vader te worden platgewalst omdat men er een appartementsgebouw wil zetten, maar dit wordt uiteindelijk vermeden.
Twee liefjes van Marcel kennen we. In Het witte bloed blijkt dat Thea Traal, de latere vrouw van Fernand Goegebuer, destijds zijn partner was. Maar hij liet haar in de steek toen ze wilde trouwen. In Gedonder om de bliksem vertelt Kiekeboe dat hij vroeger verliefd was op ene Irène, de dochter van een visboer. Moemoe verbood hem met haar om te gaan omdat ze zo naar vis stonk. Zijn jeugddroom was ijscoman worden, iets wat hem ook lukt in  "Drie bollen met slagroom" 
Marcel huwde later Charlotte Kiekeboe en kreeg twee kinderen, Fanny Kiekeboe en Konstantinopel Kiekeboe. Ze wonen op Merholaan 1B, terwijl de Van Der Neffes op nummer 1A wonen. Kiekeboe heeft al jaren een kantoorjob en werkt voor Firmin Van De Kasseien. Van De Kasseien gebruikt Kiekeboe geregeld om allerlei vuile opdrachten en taakjes op te lossen, zoals in album Schiet niet op de pianist.
Kiekeboe heeft ook andere baantjes uitgeoefend, zoals kok in het album De anonieme smulpapen, en politicus in "Kies Kiekeboe".
In album Kiekeboeket zien we hem een sigaret roken en in Album 26 een sigaar. Dit is de enige keer waarin hij dit doet. In latere albums, zoals Het witte bloed en Black-out is hij gestopt.
Sinds het album "De Ka-Fhaar" heeft Kiekeboe contactlenzen.
Een toekomstbeeld van Kiekeboe zien we in het album Afgelast wegens ziekte en in De wereld volgens Kiekeboe waar de wereld honderden jaren later volledig volgens zijn albums gemodelleerd wordt.
Sinds "Omtrent Oscar" weten we dat Kiekeboe in Amerika een half-zus Candy Nuwelle heeft. Ze is geboren uit de geheime relatie van zijn vader Oscar Kiekeboe en Magda Nuwelle.  Candy heeft een man en twee kinderen.

## Karakter
Kiekeboe is een zeer enthousiast, vriendelijk en schalks iemand. Hij toont zich vaak wat angstig en bezorgd over zijn familieleden, vooral Fanny Kiekeboe. Daarnaast is hij ook hondstrouw tegenover Charlotte Kiekeboe en in gezelschap van vrouwen die hem proberen verleiden eerder bang dan geïnteresseerd.
Marcel kan soms naïef zijn en snel zwichten onder druk van anderen die hem voor zijn kar proberen spannen. Firmin Van De Kasseien en Moemoe maken hier vaak misbruik van en kleineren hem zelfs. Kiekeboe heeft meestal lange tijd niet door in welke dubieuze, smerige zaakjes hij dankzij Van De Kasseien betrokken raakt. Hij neemt ook vaak overhaast beslissingen met ingrijpende gevolgen, zo vertelt hij in Met de Franse slag op een dag aan zijn gezin dat ze onmiddellijk emigreren naar Zuid-Frankrijk, zonder dat hij daarover met hen gesproken had.

## Standbeeld
- In 1999 werd er in Middelkerke een standbeeld van Marcel Kiekeboe geplaatst, ter hoogte van de Jean van Hinsberghestraat. Door vandalen werd het standbeeld wel beschadigd, maar is intussen hersteld.
- Ook in Zoersel bevindt er zich een standbeeld van Marcel Kiekeboe op een bankje naast de kerk. Zoersel is het dorp waar auteur Merho woont en waar diverse decors uit de serie terug te vinden zijn.

## In andere stripreeksen
- In het Suske en Wiskealbum De speelgoedspiegel heeft Kiekeboe een klein cameo als een man die luidkeels naar zijn kreeft vraagt in een restaurant. De kreeft werd echter per ongeluk aan Merho bezorgd.
- In het Urbanusalbum De vergeten Willy spelen César en Eufrazie respectievelijk de rol van Marcel Kiekeboe en Madam Pheip. De echte Marcel Kiekeboe verschijnt ook even kort op het einde van het album.
- In het Urbanusalbum Ferm gedraaide loeren betrapt Urbanus Marcel Kiekeboe terwijl deze Nero kust. Hij neemt een foto en snelt naar een roddelkrant. Het blijkt echter dat Kiekeboe gewoon mond op mondbeademing toepast op Nero, die haast verdronken was in een vijver.
- In het Urbanusalbum Het oud zot schiet Urbanus de Kiekeboe-ballon neer.
- Kiekeboe duikt ook even op in de aankondigingsstrook van het Urbanus-album Bak toe de roets, waar hij verklaart niet mee te doen in het verhaal, maar gewoon erbij gesleurd is "om een graantje mee te kunnen pikken van zijn verkoopcijfers."
- In album 7  Het bloed van Merlijn  uit de stripreeks En daarmee Basta! is hij te zien aan een bushalte.
- Kiekeboe speelt een hoofdrol, naast Urbanus, in het album Kiekebanus, dat zowel in de Kiekeboe-reeks als in de Urbanus reeks verscheen.
- In het album De kop van Kiekeboe uit de stripreeks Jump staat stripfiguur Kiekeboe centraal.
- In het album (Op zoek naar Neroke) uit de stripreeks F.C. De Kampioenen krijgt Carmen een klap op haar hoofd. Ze kraamt vanaf dat moment enkel onzin uit. Ze citeert steeds dialogen uit de strips van De Kiekeboes.
- In het album Missie Middelkerke uit de stripreeks van Jommeke is het standbeeld van Marcel Kiekeboe, dat zich bevindt op de zeedijk van Middelkerke, even te zien.